# William Henry Hadow
William Henry Hadow, född 27 december 1859, död 8 april 1937, var en brittisk musikskriftställare.
Hadow fick sin utbildning som musikhistoriker i Darmstadt och vid Oxfords universitet, där han senare höll musikföreläsningar. Hadow var senare vicekansler för universitetet i Sheffield, och adlades 1918, Hadow utgav det betydande arbetet Oxford History of Music, vars 5:e band (om Wienklassicismen) han författade. Han skrev dessutom verk om modern musik, Joseph Haydn och William Byrd.